# 西南街街道
西南街街道，是中华人民共和国甘肃省酒泉市肃州区下辖的一个乡镇级行政单位。

## 行政区划
西南街街道下辖以下地区：
富康路社区和西文化街社区。